# Diocèse de Beaumont
Le diocèse de Beaumont (latin : Dioecesis Bellomontensis) est un diocèse catholique situé aux États-Unis, au Texas. C'est un siège suffragant de l'archidiocèse de Galveston-Houston. Son siège est la basilique-cathédrale Saint-Antoine de Beaumont.

## Histoire
Le 29 septembre 1966, le diocèse est créé par le pape Paul VI, à partir de territoires relevant jusqu'alors du diocèse de Galveston-Houston. Son premier évêque est Mgr Vincent Madeley Harris. 
En 1986, le diocèse cède une portion nord de son territoire au nouveau diocèse de Tyler. 
En 2004, le diocèse de Galveston-Houston devient archidiocèse métropolitain, et le diocèse de Beaumont quitte alors la province ecclésiastique de San Antonio pour rejoindre, avec les autres diocèses de l'est du Texas, celle de Galveston-Houston. 

## Territoire
Le diocèse de Beaumont se situe dans le nord-est de l'État du Texas. Il couvre neuf comtés : Chambers, Hardin, Jasper, Jefferson, Liberty, Newton, Orange, Polk, et Tyler. 

Les armoiries du diocèse : la jarre marquée du chrisme, qui symbolise à la fois l'huile nécessaire aux sacrements et l'huile/pétrole pilier de l'économie locale, est posée sur une petite colline, en rapport avec le nom de la ville (beau mont). L'étoile blanche est celle de l'État du Texas, et les deux fleurs blanches proviennent des armoiries du diocèse de Galveston-Houston

## Enseignement catholique
- Lycée catholique (Catholic High School) Monsignor Kelly, Beaumont
- École catholique Sainte-Anne
- École de la cathédrale Saint-Antoine
- École catholique Sainte-Catherine-de-Sienne
- École catholique Sainte-Marie

Anciennes écoles: 
- Lycée (High School) Bishop Byrne, Port Arthur
- École catholique Notre-Mère-de-Pitié (Our Mother of Mercy), ouverte vers 1928 et fermée en 2012 faute d'élèves[1].

## Ministères pastoraux
- Communauté ACTS (retraités actifs)
- Communauté afro-américaine
- Formation continue
- Apostolat de la mer
- Aumônerie des prisons
- Apostolat de la vie familiale
- Communauté hispanique
- Centre de retraite Sainte-Famille
- Formation / enseignement catholique permanent
- Diaconat permanent
- Gestion, communication et développement
- Surintendant des écoles
- Tribunal ecclésiastique
- Vocations
- Culte
- Apostolat des jeunes
- Aumônerie universitaire

## Voir également
- Église catholique aux États-Unis
- Liste des juridictions catholiques aux États-Unis